# Black and Gold
Black and Gold is een nummer van de Australische zanger Sam Sparro uit 2008. Het is de tweede single van zijn titelloze debuutalbum.
Sparro schreef het nummer in een tijd dat hij met mentaal met zichzelf worstelde. Hij zei over die periode: "Ik voelde me helemaal verloren. Ik was cappuccino's aan het maken terwijl ik voelde dat ik op het podium moest zingen." "Black and Gold" betekende de internationale doorbraak voor Sparro. Het bereikte de 4e positie in zijn thuisland Australië. In de Nederlandse Top 40 bereikte het nummer een bescheiden 29e positie, en in de Vlaamse Ultratop 50 haalde het de 15e positie.